# Culicidae
Le zanzare (Culicidae Meigen, 1818) sono una famiglia di insetti dell'ordine dei Ditteri (Nematocera: Culicomorpha). Questa famiglia, che conta circa 3 540 specie, costituisce il gruppo più numeroso della superfamiglia dei Culicoidea, che a sua volta comprende insetti morfologicamente simili ai Culicidi ma, ad eccezione dei Corethrellidae, incapaci di pungere.
Caratteristica generale propria dei Culicidi è la capacità del particolare apparato boccale, presente esclusivamente nelle femmine, che consente loro di pungere altri animali e prelevarne i fluidi vitali, ricchi di proteine necessarie per il completamento della maturazione delle uova. La presenza di diverse specie ematofaghe, associate all'uomo e agli animali domestici e in grado di trasmettere alla vittima microrganismi patogeni, attribuisce ai Culicidi una posizione di primaria importanza sotto l'aspetto medico-sanitario.
La storia di questa famiglia è poco documentata.
La maggior parte dei resti fossili rinvenuti fanno capo a specie congeneri, affini a quelle attuali, vissute nell'Oligocene e nell'Eocene, altri reperti risalgono invece al Miocene. L'origine della famiglia è comunque databile, come per la maggior parte dei Nematoceri, al Mesozoico, per quanto pochi siano i reperti fossili: i più antichi culicidi rinvenuti risalgono al Giurassico inferiore o, più recentemente, fra il Giurassico superiore e il Cretaceo.
Secondo un'analisi statistica di ScienceAlert del 28 febbraio 2018, dal titolo "Deadliest creatures worldwide by annual number of human deaths as of 2018", le zanzare sono al primo posto tra gli animali che ogni anno provocano maggiori morti umane. Seguono al secondo posto gli stessi esseri umani, i serpenti e i cani.

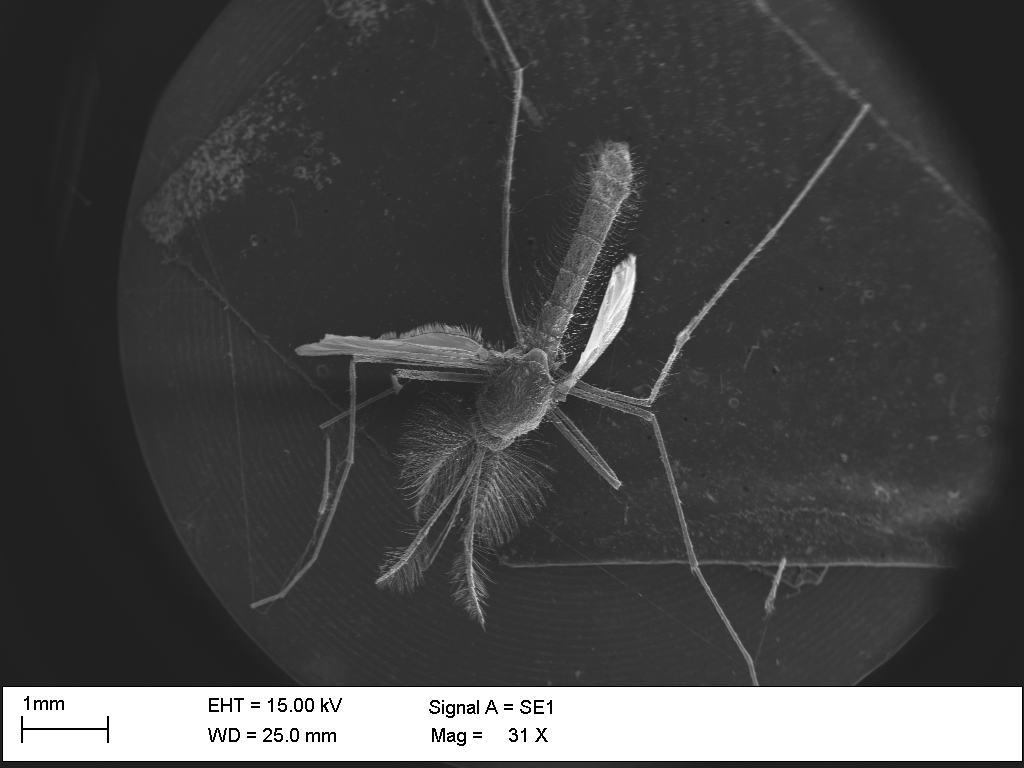
Maschio di zanzara al microscopio elettronico

## Morfologia

### Adulto
Le zanzare hanno un corpo allungato, esile e delicato, di piccole o medie dimensioni, in genere lungo 3-9 mm, al massimo 15 mm. La livrea è poco appariscente. Vi è uno spiccato dimorfismo sessuale che riguarda in particolare l'aspetto delle antenne, piumose in entrambi i sessi ma con setole più lunghe e più dense nel maschio, e la morfologia e la struttura dell'apparato boccale, in grado di perforare e succhiare nelle femmine.

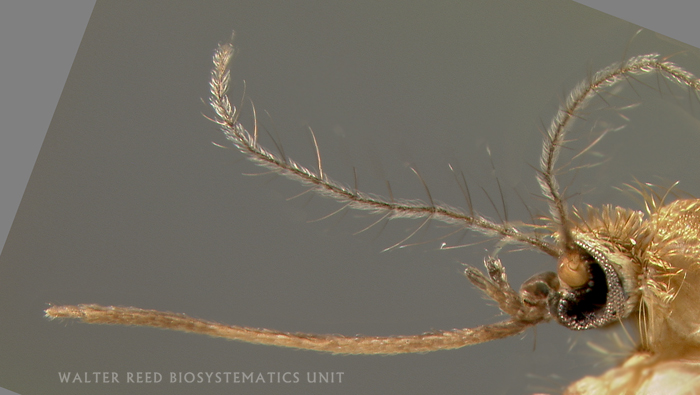
Capo di una femmina.

Il capo degli insetti è ipognato, privo di ocelli e con occhi grandi e separati in entrambi i sessi. Le antenne sono relativamente lunghe e composte da 15 articoli. Il secondo articolo, detto pedicello, è vistosamente più grosso degli altri per la presenza dell'organo di Johnston: si tratta di un'espansione a coppa contenente all'interno un numero elevato di scolopidi, ovvero sensilli tricoidei dalla funzione complessa che, nei Culicidi, svolgono un ruolo fondamentale nella riproduzione.
L'apparato boccale è di tipo pungente-succhiante nelle femmine e semplicemente succhiante nei maschi. L'apparato boccale del maschio presenta l'epifaringe fusa con la prefaringe ed ha mandibole e mascelle rudimentali o del tutto assenti. Conseguenza di questa struttura è l'incapacità di perforare.

Sezione schematica dell'apparato boccale delle femmine. a: labbro superiore; b: epifaringe; c: canale alimentare; d: palpo mascellare; e: mandibola; f: mascella; g: ipofaringe; h: canale salivare; i: labbro inferiore.

Nelle femmine, la conformazione degli stiletti boccali è tale da rendere il suo apparato uno dei più perfezionati nello svolgimento della sua funzione. Il lato ventrale del labbro superiore (epifaringe) è fortemente concavo e conformato a doccia in tutta la sua lunghezza. Le mandibole sono sottili e allungate e nell'estremità distale sono conformate a lama acuminata e tagliente. Le mascelle sono in gran parte ridotte e presentano invece un marcato sviluppo del lobo esterno (galea), che si presenta sottile e allungata, come la mandibola, e terminante con un'espansione a lama denticolata; alla base della mascella si inserisce il palpo mascellare, in genere composto da 5 articoli ma con gli ultimi due segmenti ridotti o assenti. Il labbro inferiore (detto proboscide) è conformato a doccia e termina con due lobi, formanti il labellum, aventi funzione sensoriale.
Dalla cavità orale sporge la prefaringe o ipofaringe, conformata a lamina allungata e percorsa, nel suo interno, da un dotto escretore attraverso il quale viene iniettata la saliva (canale salivare). Tutte le appendici boccali sono marcatamente sottili e allungate (dette perciò stiletti). La perforazione è eseguita dalle estremità taglienti delle mandibole e delle galee mascellari e nella ferita vengono infilati tutti gli stiletti ad eccezione del labbro inferiore. La suzione è praticata dal canale alimentare, formato dalla concavità dell'epifaringe chiusa ventralmente dall'ipofaringe. Il labbro inferiore svolge la funzione di conservare gli stiletti in posizione di riposo; durante l'alimentazione viene ripiegato a gomito, con l'estremità che funge da guida nell'atto di penetrazione da parte degli stiletti.

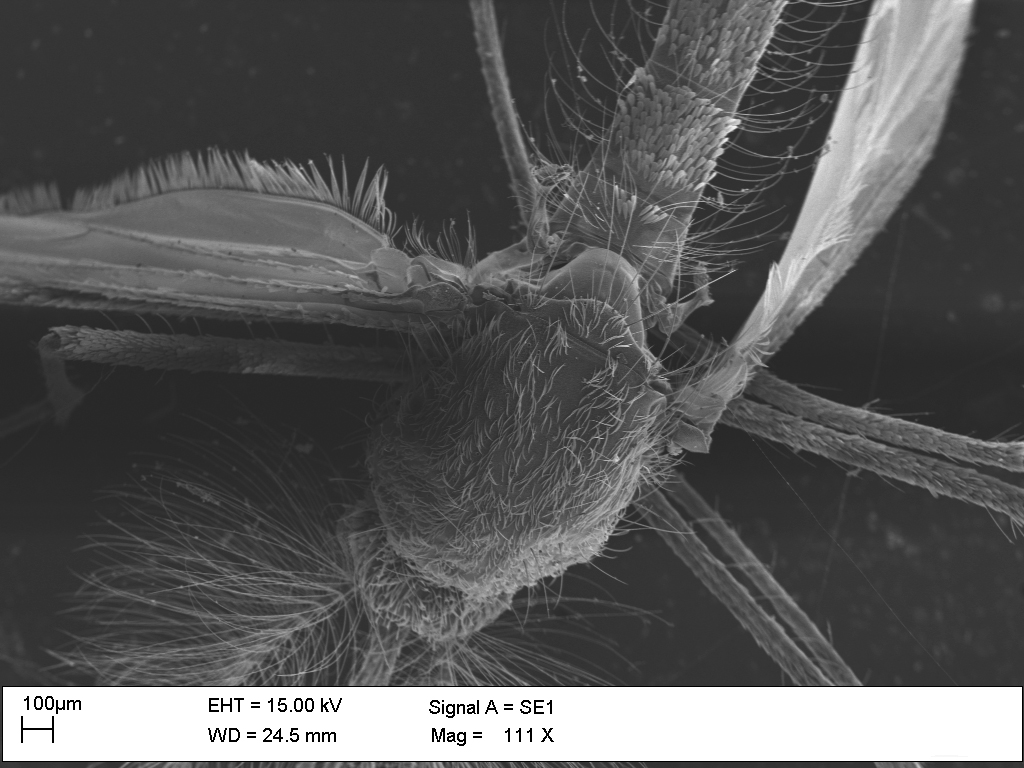
Torace del maschio visto dall'alto. Da notare il notevole sviluppo dello scuto e, più sopra, il margine posteriore trilobato dello scutello, tipico della maggior parte dei Culicinae.

Il torace è dorsalmente composto in gran parte dallo scuto e presenta il margine posteriore dello scutello leggermente trilobato nella maggior parte dei Culicinae (escluso Toxorhynchites) e uniformemente arrotondato negli Anophelinae e in Toxorhynchites. Le zampe sono esili e lunghe, con tarsi composti da cinque articoli. Le ali sono strette e lunghe, con nervature rivestite da squame e setole e membrana rivestita da microtrichi. Hanno un profilo subrettangolare, con margine posteriore uniformemente convesso e lobo anale ampio. In fase di riposo sono ripiegate orizzontalmente sull'addome e reciprocamente sovrapposte.
La nervatura presenta la costa estesa all'intero margine, la subcosta lunga e parallela, confluente nel terzo distale del margine anteriore, radio suddivisa in quattro ramificazioni, media e cubito in due ramificazioni. Le vene più sviluppate sono quelle radiali, i cui rami confluiscono sulla zona apicale con percorsi diritti e paralleli. Le cellule basali sono due, delimitate rispettivamente dalla base della radio, dalla base della media e dalla base della cubito e, dal lato distale, da una successione di nervature trasverse composta dal settore radiale, dal tratto basale di R4+5, dalla radio-mediale, dalla medio-cubitale e dalla base del primo ramo della cubito. La prima biforcazione della media precede la confluenza della radio-mediale, perciò la cellula basale anteriore è leggermente più lunga di quella posteriore.
|  | Schema della nervatura alare nei Culicidi. C: costa; Sc: subcosta; R: radio, M: media; Cu: cubito; A: anale; h: omerale; r-m: radio-mediale; m-cu: medio-cubitale. |

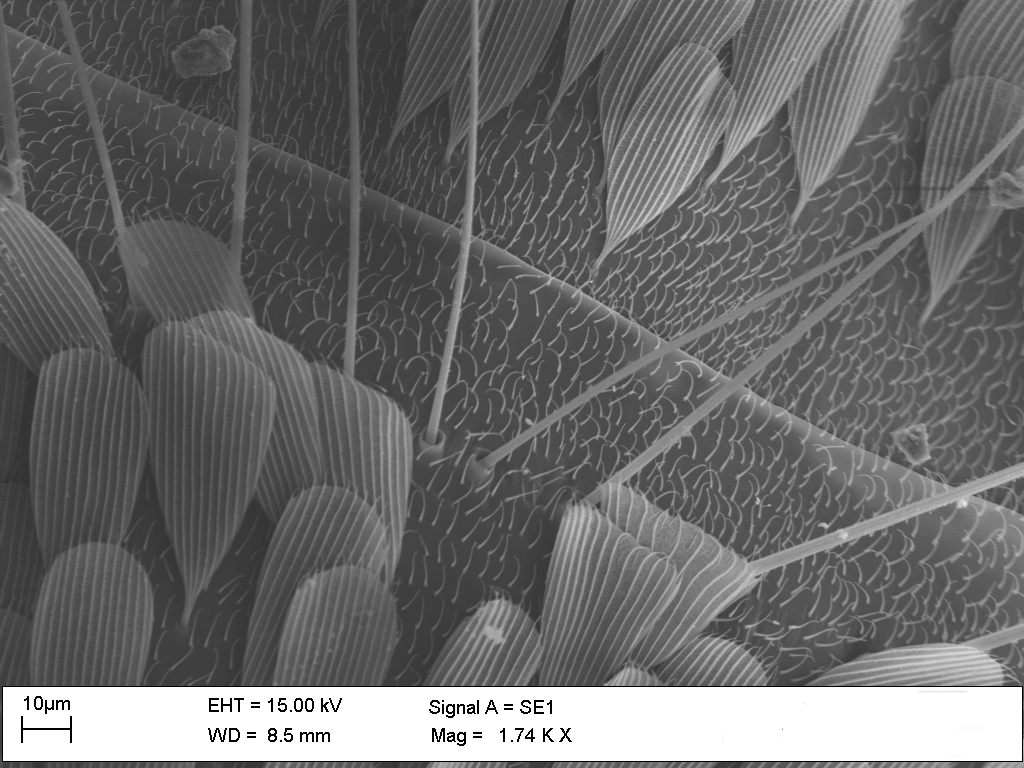
Particolare dell'addome. In evidenza tre differenti tipi di rivestimenti tricoidei: setole squamiformi (appiattite), setole o macrotrichi (lunghe), microtrichi (brevi).

L'addome è cilindrico, relativamente lungo e sottile. Nei maschi, gli ultimi due uriti, il nono e il decimo, portano le gonapofisi, organizzate in una struttura complessa detta ipopigio. Questi uriti, nell'arco di 24 ore dopo lo sfarfallamento, subiscono una torsione di 180°, con inversione reciproca della posizione degli urotergiti e degli urosterniti. L'addome della femmina termina con due cerci.

### Stadi preimmaginali
La larva è apoda, eucefala, con capo grande, segmenti toracici espansi e fusi e addome sottile e regolarmente segmentato fino all'ottavo urite. Si distingue facilmente da altre comuni larve acquatiche di Nematoceri per l'assenza di pseudopodi. Le antenne non sono prensili e l'apparato boccale è di tipo masticatore caratterizzato da mandibole denticolate e da una spazzola di setole posizionata nel labbro superiore, usata come organo filtrante. L'apparato respiratorio è metapneustico, con un paio di stigmi addominali;
la posizione degli stigmi differenzia la sottofamiglia degli Anophelinae dagli altri Culicidi: negli Anophelinae, gli stigmi sono disposti su una piastra sclerificata dorsale del penultimo segmento addominale (l'ottavo), mentre nei Culicinae sono portati all'apice di un sifone respiratorio portato sempre dall'ottavo urite. Questo carattere distintivo spiega la differente postura assunta dalle larve nel loro habitat. L'ultimo segmento, ottenuto dalla fusione degli uriti IX e X, porta 4 papille anali e due ciuffi di setole. Ciuffi radi di setole sono distribuiti anche sul tegumento dei segmenti toracici e addominali. Le setole hanno la funzione di coadiuvare la larva nei movimenti e, nel caso degli Anophelinae, di permettere l'adesione al pelo libero dell'acqua.
|                                                |  |
| Anopheles sp. Larva (in alto) e pupa (a lato). |  |

La pupa ha una forma caratterizzata dallo sviluppo del cefalotorace, molto ingrossato rispetto all'addome, e da quest'ultimo sottile, pendulo e ricurvo; l'aspetto d'insieme ricorda quello di una virgola. Nella parte dorsale del cefalotorace sono presenti due cornetti respiratori, l'ultimo urite termina con due processi appiattiti, con funzione natatoria.

## Anatomia
Per l'importanza del regime dietetico delle femmine, una particolare attenzione è riservata alla struttura anatomica dell'apparato digerente in questo sesso. Il tratto anteriore dello stomodeo, dalla faringe all'esofago, è caratterizzato nella maggior parte dei Culicidi dalla presenza di dentelli, più o meno sviluppati, la cui funzione è quella di rompere i globuli rossi del sangue aspirato ed i parassiti eventualmente presenti. La struttura più evidente è rappresentata, in ogni modo, dal sistema di diverticoli ciechi associati all'esofago, nella sua parte terminale, ubicata nel torace. Questi diverticoli sono in numero di tre, di cui due dorsali, simmetrici e di forma globosa, e uno ventrale, impari. Quest'ultimo, detto borsa del sangue si estende ventralmente per tutto il torace e la metà anteriore dell'addome. La funzione della borsa del sangue, malgrado il nome, non è associata all'ematofagia: in essa si accumulano, infatti, liquidi zuccherini di origine vegetale, assunti nell'ordinaria alimentazione. Meno conosciuta è invece la funzione dei diverticoli dorsali.
L'esofago termina nel proventricolo, una piccola espansione da cui parte il mesentero. Fra l'esofago e il proventricolo è posizionata la valvola cardiaca, che svolge la funzione di regolare il flusso dei liquidi dai diverticoli al mesentero. Il mesentero si compone di due parti, una anteriore, detta cardia, una posteriore detta stomaco. Il primo ha la conformazione di un tubo che si estende dal proventricolo e percorre il torace fino all'inizio dell'addome. Il secondo è una dilatazione del tubo digerente posizionata nella parte intermedia dell'addome e in essa si accumula il sangue succhiato dalla femmina. Come in tutti gli insetti, il sangue è avvolto dalla membrana peritrofica, al cui interno si svolgono i processi digestivi.
Il fondo dello stomaco comunica con il proctodeo attraverso la valvola pilorica. Il tratto iniziale del proctodeo è moderatamente espanso, si restringe in corrispondenza del colon e si espande nuovamente nel tratto finale, il retto. All'inizio del proctodeo si innestano i tubi malpighiani, che nelle zanzare sono in numero di cinque.
L'apparato visivo è composto da occhi muniti di ommatidium che contengono un ammasso di cellule fotorecettori circondate da cellule di sostegno e cellule del pigmento; la parte esterna è rivestito con una cornea trasparente, l'ommatidium è innervato da un fascio assone e fornisce al cervello un elemento dell'immagine. Il cervello forma un'immagine da questi elementi di immagine indipendenti.

Il diametro medio degli ommatidium equivale a 17,2 micron e l'angolo interno è di 6,2 gradi, che porta ad avere un angolo minimo 12,3 gradi, come conseguenza si verifica una ridotta acuità ma con elevata sensibilità generale alla luce con sensibilità spettrale compresa dai 323 nm a 621 nm con picchi di sensibilità a 323-345 nm e 523 nm.

## Biologia

### Ciclo e sviluppo postembrionale

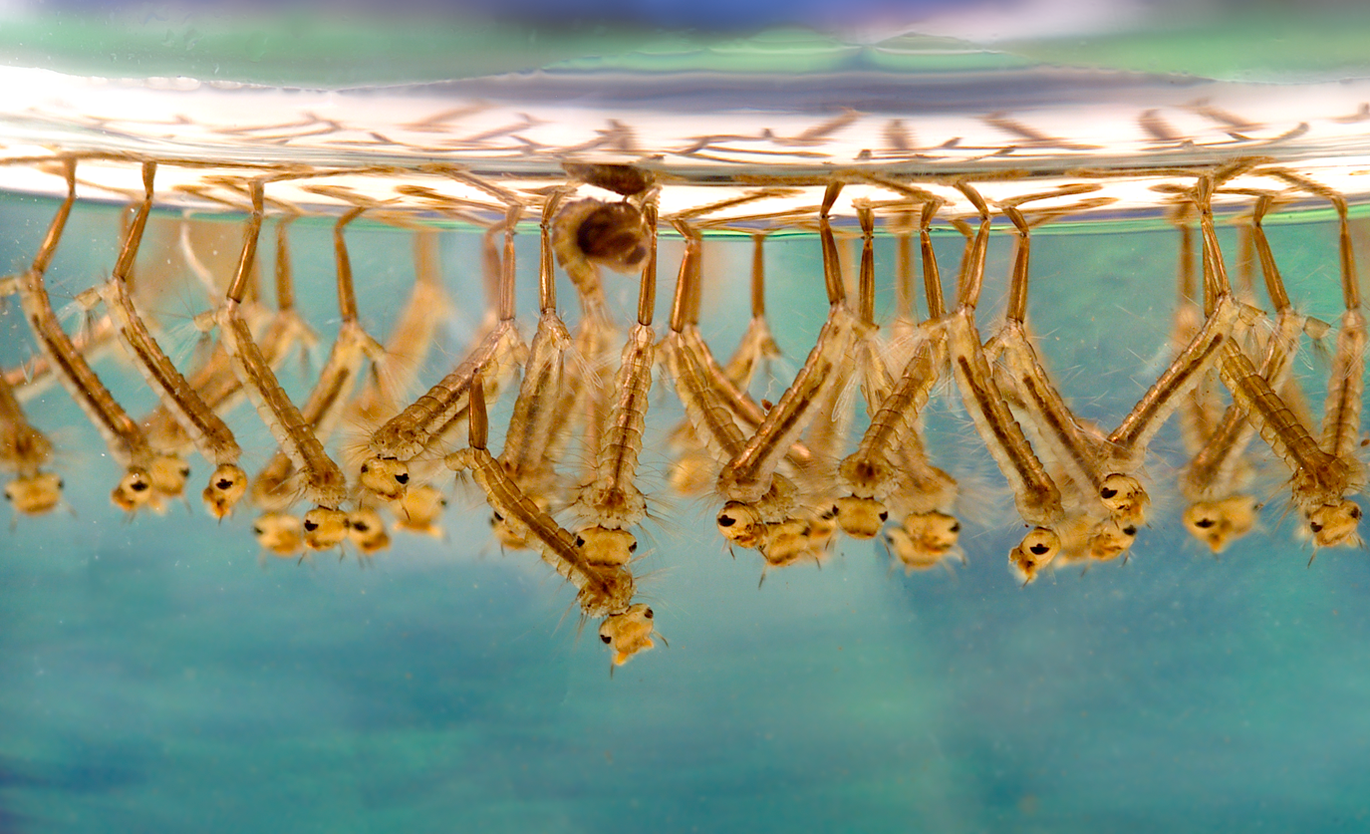
Larve di Culex. Al centro, una pupa.

Il ciclo delle zanzare può essere, secondo la specie e l'ambiente, univoltino (una sola generazione l'anno) o multivoltino (con più generazioni). In questo caso il numero di generazioni può variare notevolmente, ma in genere si succedono, nelle comuni zanzare, 15 generazioni l'anno nel caso di Culex pipiens. Negli ambienti tropicali, l'avvicendamento delle generazioni è continuo, mentre nelle regioni temperate si osserva una fase di svernamento rappresentata, secondo la specie, da differenti stati di sviluppo: ad esempio, gli Aedes svernano per la maggior parte allo stadio di uovo, i Culiseta allo stadio di larva, i Culex e gli Anopheles allo stadio di adulto.
Lo sviluppo postembrionale si svolge attraverso quattro stadi di larva e uno di pupa. L'intera fase di sviluppo si svolge nell'acqua, in un intervallo di tempo di durata subordinata alle condizioni climatiche, soprattutto la temperatura, e all'eventuale attraversamento di una fase di quiescenza invernale. In estate lo sviluppo delle larve può completarsi in pochi giorni. Lo stadio di pupa, privo di forme svernanti, si svolge sempre in condizioni favorevoli e richiede in genere 2-3 giorni per il suo completamento. In generale la durata del ciclo di sviluppo varia da quattro giorni a un mese. Ad esempio, la specie Culex tarsalis può completare il ciclo in 14 giorni a 20 °C oppure in soli 10 giorni a 25 °C.
Lo sfarfallamento dei maschi precede di 24 ore quello delle femmine; lo scopo biologico è quello di preparare il maschio all'accoppiamento in quanto in tale intervallo temporale si svolge la torsione di 180° dell'ipopigio. Nei primi 1-2 giorni, gli adulti manifestano una sostanziale inattività, poi iniziano ad alimentarsi a spese di sostanze zuccherine: questa fase della nutrizione è essenziale per l'acquisizione dell'energia necessaria per l'attività di volo, fondamentale per la riproduzione. La durata di vita degli adulti è variabile, ma caratterizzata da una maggiore longevità delle femmine. In genere i maschi hanno una vita di 10-15 giorni, mentre le femmine vivono per un periodo variabile da un mese (nelle generazioni estive) a 4-5 mesi (nel caso di femmine svernanti).

### Ovideposizione

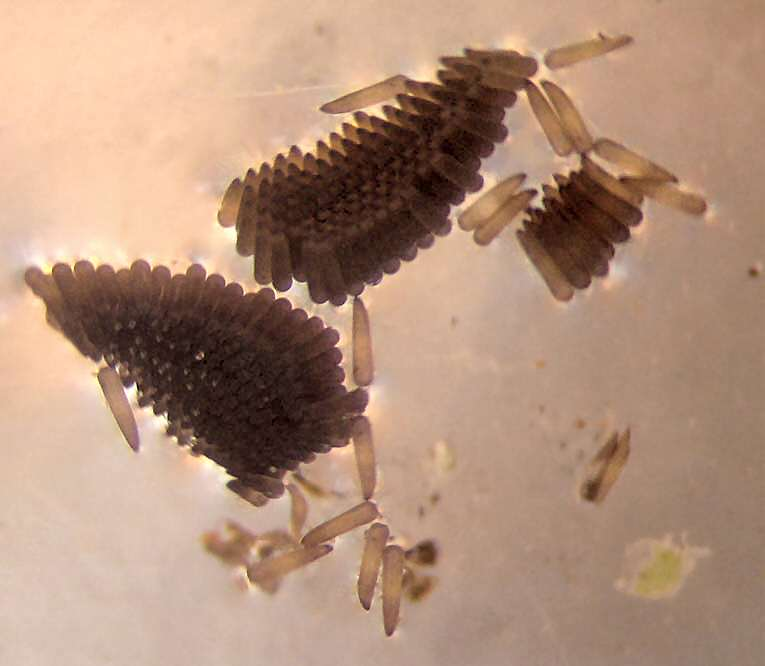
Ovature di Culex.

La deposizione delle uova varia notevolmente secondo la specie. In generale, affinché si completi l'embriogenesi, le uova devono essere immerse nell'acqua; tuttavia si sono sviluppati meccanismi comportamentali finalizzati a garantire la sopravvivenza delle specie anche in condizioni ambientali difficili, in cui la presenza dell'acqua è associata ad una certa aleatorietà. Ad esempio, le uova di Aedes possono sopravvivere in ambiente asciutto anche per 2 o 3 anni, ma una volta avvenuto l'umettamento, l'embriogenesi deve completarsi senza che si abbia un nuovo essiccamento.
La deposizione può dunque avvenire anche sopra l'acqua, per fare in modo che il processo si avvii solo a seguito di un innalzamento del livello, sulla vegetazione di piante acquatiche (es. Coquillettidia e Mansonia) oppure su supporti solidi di varia natura (es. Aedes). Altre specie, invece depongono le uova direttamente nell'acqua, in generale stagnante, con modalità differenti: negli Anopheles e nei Culex, la femmina depone posandosi sulla superficie sfruttando la tensione superficiale, mentre nei Toxorhynchitii e nei Sabethini, la femmina depone volando sull'acqua senza posarsi.
Differenti sono anche le caratteristiche delle ovature. Ad esempio, gli Anopheles depongono uova isolate e sparse, ciascuna dotata di un apparato di galleggiamento presente ai lati, mentre i Culex depongono le uova aggregate a palizzata in piccole galleggianti di decine o centinaia. Il numero di uova deposte varia di specie in specie: le femmine di Culex e Anopheles possono deporre anche fino a 500 uova dopo il pasto di sangue, mentre quelle di Aedes depongono al massimo 100-150 uova.
Un aspetto interessante associato all'ovideposizione è l'esistenza di relazioni chemiotropiche fra adulti e uova o fra adulti e larve, probabilmente finalizzato a ottimizzare le condizioni di sopravvivenza della specie. Le larve o talvolta le uova (es. Culex pipiens) emettono feromoni aggreganti che attirano le femmine feconde e le inducono a deporre altre uova.

### Biologia degli stadi preimmaginali

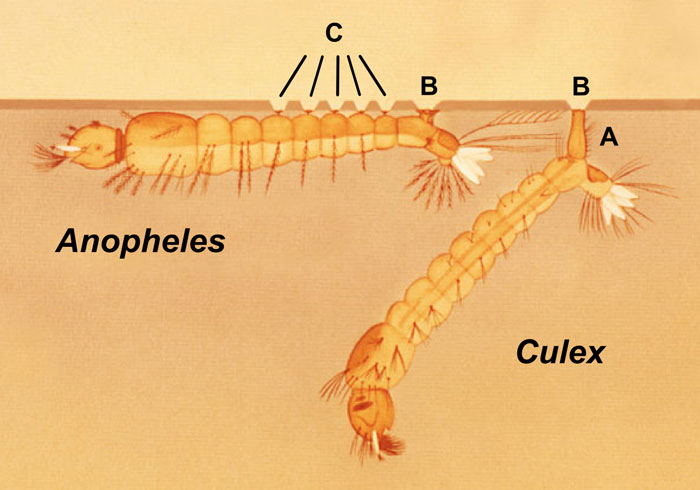
Rappresentazione delle posizioni assunte dalle larve di Anopheles e Culex. A: sifone respiratorio; B: aperture stigmatiche; C: setole palmate.

Il comportamento delle larve è strettamente correlato alla loro morfologia: pur svolgendo il loro sviluppo completamente sommerse, le larve dei Culicidi sono acquaiole e non acquatiche. Infatti non dispongono di strutture respiratorie di tipo branchiale e non possono perciò sfruttare l'ossigeno disciolto nell'acqua, Per respirare devono perciò prelevare l'aria dalla superficie dello specchio d'acqua oppure dai parenchimi aeriferi delle piante sommerse. In tutti i casi gli scambi respiratori si svolgono per mezzo degli stigmi addominali.
Le larve di Anopheles portano gli stigmi sulla piastra addominale dorsale. Queste larve stanno perciò immediatamente sotto la superficie dell'acqua mantenendo una posizione orizzontale con il dorso rivolto verso l'alto. La sospensione avviene per mezzo dei ciuffi di setole dorsali dell'addome, che sfruttano la tensione superficiale.
Le larve degli altri Culicidi portano invece gli stigmi all'apice di un sifone respiratorio e la loro posizione dipende dalla fonte d'aria. Nel genere Mansonia, il sifone respiratorio è trasformato in organo perforante, in grado di penetrare nei tessuti delle piante acquatiche e prelevare l'aria dal parenchima. Queste larve si rinvengono perciò legate ad una pianta sommersa. Le larve della maggior parte dei Culicinae restano invece sospese sotto la superficie attraverso il sifone, sempre sfruttando la tensione superficiale, con una posizione capovolta; facendo riferimento ai generi più rappresentativi, le larve di Culex hanno una posizione verticale e capovolta, mentre quelle di Aedes hanno una posizione sempre capovolta ma obliqua.
Le larve dei Culicidi sono in genere organismi filtranti che si nutrono di microrganismi acquatici o di detriti. Le larve di Anopheles si nutrono di alghe microscopiche presenti nel plancton. Per alimentarsi, a causa della posizione orizzontale obbligata assunta per la respirazione, devono perciò ruotare il capo con una torsione di 180° sull'asse sagittale. Le larve dei Culicinae, invece, restando sospese per mezzo del tubo respiratorio hanno una maggiore libertà di movimento e possono nutrirsi prelevando alimenti sospesi nell'acqua oppure, ripiegandosi ad U, dalla superficie; in acque basse possono prelevare il cibo anche dal fondo.
In alcune specie è stato riscontrato il cannibalismo, condizione che si verifica quando le risorse alimentari sono scarse in rapporto alla popolazione. Altri meccanismi di regolazione della dinamica di popolazione consistono nel rilascio, da parte di larve mature, di sostanze tossiche nei confronti delle neonate.
Da segnalare, infine, la marcata zoofagia delle larve di Toxorhynchites, che si nutrono predando altre larve di Culicidi e sono perciò utili come organismi antagonisti nel controllo biologico delle zanzare ematofaghe.
La pupa resta in genere sospesa sotto il pelo libero dell'acqua affidando ai cornetti respiratori gli scambi d'aria con la superficie. La pupa di Mansonia richardii resta invece completamente immersa, prelevando l'aria dal parenchima aerifero delle piante acquatiche.

### Biologia degli adulti

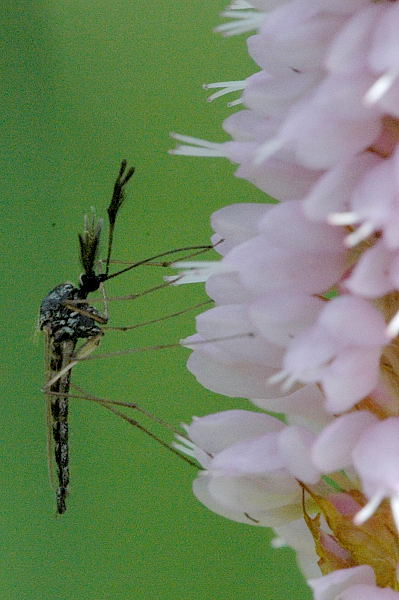
Alimentazione del maschio di Ochlerotatus.

#### Alimentazione
L'alimentazione degli adulti rientra nell'ordinario comportamento che si riscontra nella generalità dei Nematoceri: le zanzare sono insetti fondamentalmente glicifagi che si nutrono di nettare e melata, liquidi zuccherini da cui sono soddisfatti i fabbisogni energetici. L'ematofagia o, più in generale, la zoofagia assume invece un ruolo fisiologico nelle femmine, esigenza peraltro non riscontrata nella maggior parte dei nematoceri: l'emoglobina o altre proteine, assunte con la suzione dei fluidi ematici di vertebrati o invertebrati, forniscono l'apporto proteico necessario a completare la maturazione delle uova.
Nella maggior parte delle zanzare, la maturazione delle uova ha inizio dallo sfarfallamento, ma in genere si interrompe per l'insufficiente disponibilità proteica. Il completamento della maturazione ha luogo solo dopo aver assunto un pasto di sangue o, in alternativa, di emolinfa. La zoofagia ha tuttavia delle eccezioni:
- in alcune specie, le femmine, dette autovigeniche[8], sono in grado di far maturare le uova della prima ovatura senza necessariamente assumere il pasto di sangue; in queste specie l'ematofagia è obbligata solo a partire dalla seconda ovatura. L'autovigenesi si riscontra anche in altri nematoceri ematofagi, ad esempio i Simulidi;
- in altri culicidi, ad esempio nei Toxorhynchitini, le femmine non sono mai ematofaghe perché portano in ogni modo le uova a maturazione[8].

La zoofagia si manifesta generalmente a spese del sangue di mammiferi, uccelli, rettili e anfibi oppure a spese dell'emolinfa di altri artropodi. Può esserci anche l'aggressione nei confronti di altri organismi ematofagi che hanno appena succhiato il sangue da un vertebrato. In generale il rapporto trofico fra culicide e ospite è di tipo preferenziale, ma non esiste una specializzazione biologica obbligata.

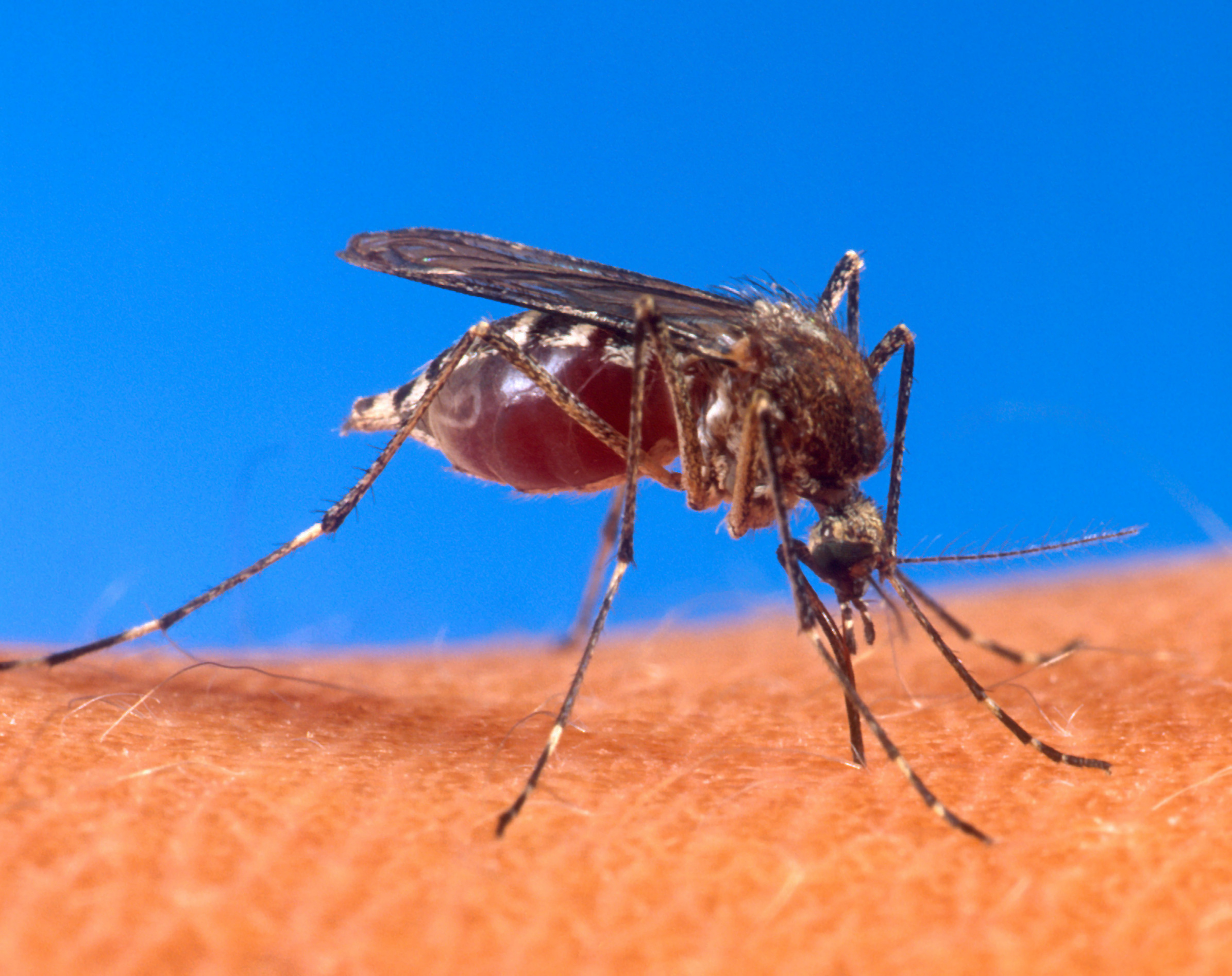
Femmina di Aedes aegypti nell'atto di una puntura sull'uomo.

Di particolare importanza sono gli aspetti etologici associati all'ematofagia. A differenza di altri nematoceri ematofagi, nei quali la ricerca dell'ospite si basa principalmente su stimoli visivi oppure sonori, nei culicidi l'attrazione è principalmente chemiotropica e basata sull'emissione di cairomoni con il concorso di altri fattori di natura fisica, associati alla percezione del calore e dei colori. I meccanismi di attrazione della specie umana nei confronti delle zanzare è alquanto complesso ed è tuttora oggetto di studio; in ogni modo alcune informazioni, sia pur parziali, sono acquisite fin dagli anni sessanta. Nella specie umana, il cairomone principale è rappresentato dall'acido lattico prodotto dall'attività muscolare, con un'azione sinergica da parte dell'anidride carbonica e del vapore acqueo emessi dalla respirazione. Fra le emissioni dell'ospite, azione attrattiva accessoria è svolta anche da sostanze volatili presenti nel sudore e nel sebo. Studi più recenti, infine, ipotizzano una possibile azione attrattiva anche da parte di sostanze prodotte dalla microflora che si annida sulla cute. È stato inoltre riscontrato che le zanzare rilasciano, sull'ospite, feromoni di aggregazione che hanno effetto di attrazione su altre femmine; in altri termini, le femmine marcano l'ospite che hanno aggredito lasciando sostanze attrattive che attirano altre femmine.
Sul meccanismo di attrazione, essenzialmente chemiotropico, interferiscono la temperatura della pelle (optimum a 34 °C) e i moti convettivi dell'aria calda, verso l'alto, emessa dalla respirazione. Infine hanno una funzione accessoria altri stimoli, di natura visiva, come il colore della pelle. L'individuazione della vittima da parte della zanzara avviene seguendo in controcorrente il flusso di aria calda emessa, con il percorso a zig zag tipico degli approcci mediati dai feromoni. In assenza di moti d'aria, il processo di avvicinamento è più casuale.

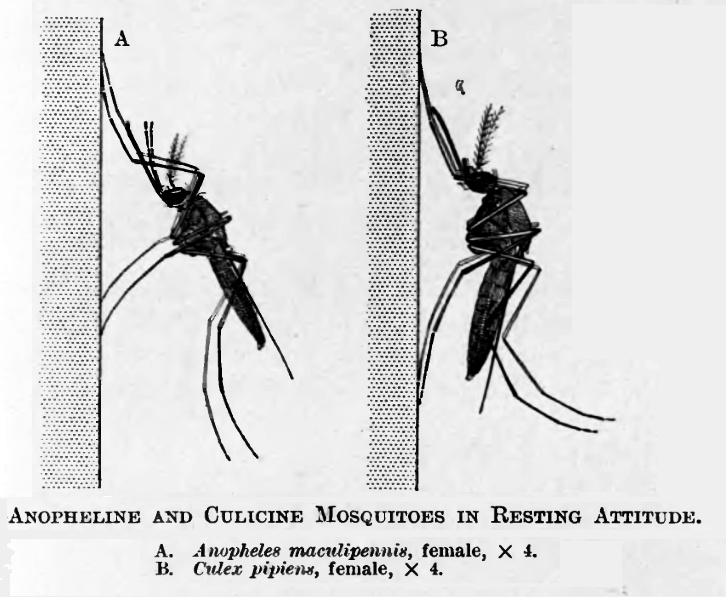
La differente postura assunta dalle femmine di Anopheles (a sinistra) e Culex a destra. Si osservi come le zanzare tengono le zampe posteriori sollevate, contrariamente ai Chironomidi che tengono invece sollevate le zampe anteriori.

Una volta raggiunto l'ospite, la femmina sceglie il punto da perforare sfruttando i sensilli del labellum del labbro superiore. La perforazione avviene ad opera delle mandibole e delle mascelle fino a raggiungere un capillare sanguigno. A questo punto la zanzara introduce nella ferita tutti gli stiletti boccali, ad eccezione della proboscide. Quest'ultima viene ripiegata e usata come guida facilitando lo scorrimento degli stiletti. La suzione è preceduta dall'immissione della saliva, attraverso il canale salivare compreso nello spessore dell'ipofaringe. La saliva ha una funzione anticoagulante e anestetizzante ma soprattutto svolge un effetto rubefacente, in quanto stimola un aumento del flusso sanguigno nel capillare. Lo scopo biologico sarebbe quello di ridurre i tempi di svolgimento della suzione e permettere perciò alla zanzara di completare il pasto prima della reazione della vittima.

#### Etologia
L'attività degli adulti è regolata da bioritmi, che dipendono dalla specie e dalla popolazione, e che mostrano in genere uno o due picchi giornalieri di massima intensità alternati a fase di riposo. In molte specie questi picchi si verificano nelle ore notturne, dal crepuscolo all'alba, tuttavia vi sono anche specie che hanno attività nelle ore diurne.
La mobilità dipende soprattutto da fattori genetici legati alla specie. Alcune specie hanno un raggio di azione molto stretto, dell'ordine delle decine o delle centinaia di metri, altre sono invece in grado di spostarsi anche su grandi distanze. La velocità in volo può variare, secondo le specie, da 0,5 a 4–5 km/h.

#### Riproduzione

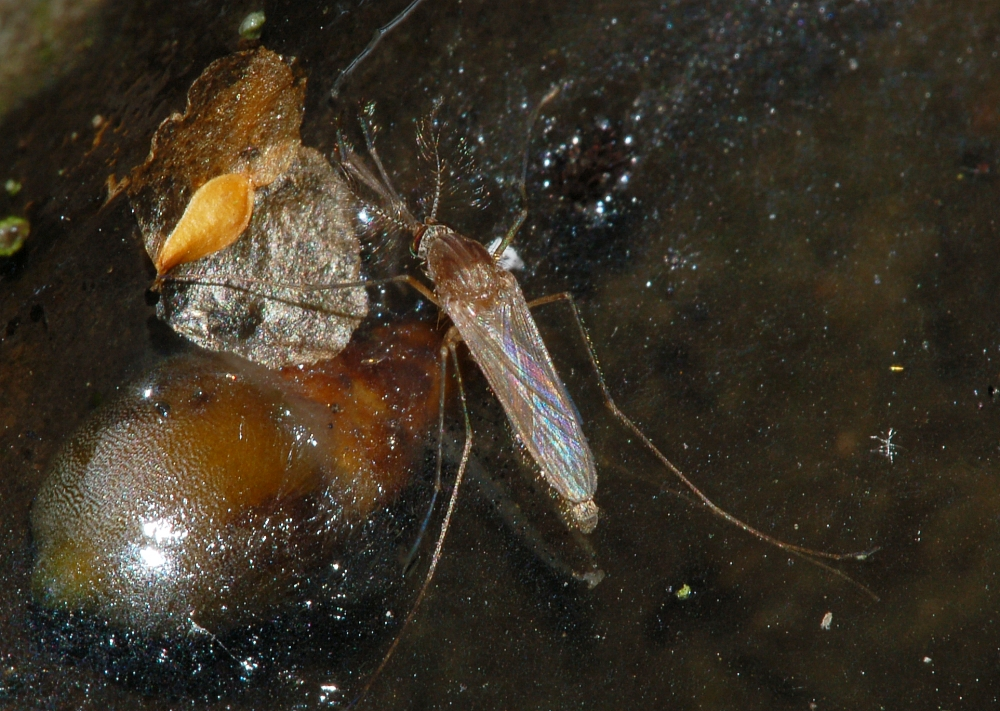
Femmina di zanzara durante l'ovideposizione.

Il comportamento sessuale delle zanzare è caratterizzato dall'esistenza di meccanismi che regolano l'incontro tra i due sessi, a quelli che ottimizzano l'atto riproduttivo in funzione della maturità sessuale delle femmine, a quelli che regolano la fecondità delle femmine nell'arco della loro vita.
I maschi possono riunirsi in sciami danzanti, al tramonto, talvolta in grande numero. Questi sciami svolgerebbero un effetto attrattivo sulle femmine, subordinato tuttavia alla percezione di stimoli olfattivi associata alla maturazione sessuale. Nelle zanzare si riscontra spesso anche il fenomeno della stenogamia, ovvero la possibilità di accoppiarsi in spazi ristretti, attraverso meccanismi di sincronizzazione temporale e spaziale dei voli variabili di specie in specie. Questo fenomeno si riscontra in particolare in aree tropicali.
L'attrazione dei maschi da parte delle femmine è invece basata su stimoli acustici: l'organo di Johnston dei maschi è infatti principalmente deputato alla percezione del ronzio emesso dalle ali della femmina in volo. Un aspetto interessante è la differente frequenza del ronzio, che diminuisce passando dai maschi alle femmine mature e a quelle immature. I maschi sarebbero in grado di percepire solo la frequenza del ronzio prodotto dalle femmine mature, evitando perciò le interferenze reciproche fra maschi e, nel contempo, l'interferenza con l'attività delle femmine immature.
L'accoppiamento si svolge in volo e dura in genere pochi secondi. Una sola femmina può accoppiarsi con più maschi, ma solo il primo accoppiamento è fertile, in quanto il secreto genitale prodotto dal maschio nel primo accoppiamento inibisce la fecondazione da parte del seme introdotto da altri maschi in accoppiamenti successivi. In genere la quantità di seme acquisita dalla femmina nel primo accoppiamento è sufficiente a garantire la sua fertilità per tutto l'arco di vita, anche per diversi mesi.
Dopo l'accoppiamento le femmine ematofaghe devono completare la maturazione delle uova assumendo un pasto di sangue. In generale si effettua un pasto in corrispondenza di ogni ovatura, assumendo una quantità di sangue che può superare anche i 5 mg per una sola puntura.

## Habitat
L'habitat delle zanzare, nello stadio giovanile, è in generale rappresentato da acque stagnanti di varia estensione e profondità, dai fitotelmi alle piccole pozze temporanee, all'acqua piovana raccolta da particolari conformazioni di manufatti di varia natura, fino alle grandi aree umide delle zone interne o costiere (stagni, paludi, foci, ecc.). Sono colonizzate sia le acque dolci sia quelle salmastre. In generale sono evitati i corsi d'acqua, ma larve di zanzare possono essere presenti presso le rive nelle anse, dove l'acqua tende a ristagnare.
Nelle aree a forte antropizzazione, diverse specie si sono adattate sfruttando le opportunità offerte dall'uomo, in ambiente sia rurale sia urbano, laddove vi è la possibilità che si formi un ristagno idrico di una certa durata. Le larve di zanzara si rinvengono perciò nelle risaie o nelle colture in cui si attua l'irrigazione per sommersione, nei canali di bonifica e nelle scoline, nei bacini artificiali e nei serbatoi aperti di varia natura, nelle discariche, nelle acque di deflusso di reflui organici. In particolare, negli ambienti urbani, si sono adattate a sfruttare le fognature.
Gli adulti delle specie associate all'uomo tendono a frequentare gli ambienti antropizzati prossimi ai siti natali, perciò si ha una maggiore concentrazione di culicidi presso le aree umide. In condizioni di carenza dell'ospite umano utilizzano popolazioni di ospiti di sostituzione, tipicamente chiamati serbatoi, spesso rappresentati da Primati, animali domestici, uccelli. Per le loro abitudini crepuscolari e notturne, durante il giorno si rifugiano in luoghi ombrosi e freschi, fra la vegetazione fitta, spesso in cavità naturali, come il cavo degli alberi.

## Sistematica e filogenesi
In passato la famiglia si identificava con l'intero raggruppamento che fa capo ai Culicoidea e comprendeva, al rango di sottofamiglie anche i Dixidae e i Chaoboridae, rispettivamente con i nomi Dixinae e Chaoborinae. Gli attuali Corethrellidae erano inoltre inclusi al rango di tribù all'interno dei Chaoborinae, con il nome Corethrellini. L'esame filogenetico ha messo in evidenza una stretta correlazione con i Chaoboridae, con i quali formano un clade monofiletico da cui divergono i Corethrellidae e, più anticamente, i Dixidae. Sulla base di queste correlazioni sono stati perciò scorporati ed elevati al rango di famiglia i suddetti taxa.
Nella configurazione attuale, la famiglia dei Culicidae, resta comunque la più vasta e rappresentativa nell'ambito dei Culicoidea, con oltre 3500 specie. La classificazione interna, secondo i più recenti orientamenti, contempla la suddivisione in due sottofamiglie, con spostamento della vecchia sottofamiglia Toxorhynchinae nei Culicinae al rango di tribù. È tuttavia ricorrente anche la classificazione tradizionale, che vede il genere Toxorhynchites separato in una propria sottofamiglia. La classificazione è inoltre confusa, secondo le varie fonti, in merito alla collocazione di alcuni generi al rango di sottogeneri, in particolare nelle tribù degli Aedini e dei Sabethini.
Secondo il Systematic Catalog of Culicidae (maggio 2018) la sottofamiglia è così strutturata:
- Sottofamiglia Anophelinae
  - Tribù Anophelini
    - Genere Anopheles
    - Genere Bironella
    - Genere Chagasia

- Sottofamiglia Culicinae
  - Tribù Aedeomyiini
    - Genere Aedeomyia

  - Tribù Aedini
    - Genere Aedes
    - Genere Armigeres
    - Genere Eretmapodites
    - Genere Haemagogus
    - Genere Heizmannia
    - Genere Opifex
    - Genere Psorophora
    - Genere Udaya
    - Genere Verrallina
    - Genere Zeugnomyia

  - Tribù Culicini
    - Genere Culex
    - Genere Deinocerites
    - Genere Galindomyia
    - Genere Lutzia

  - Tribù Culisetini
    - Genere Culiseta

  - Tribù Ficalbiini
    - Genere Ficalbia
    - Genere Mimoyia

  - Tribù Hodgesiini
    - Genere Hodgesia

  - Tribù Mansoniini
    - Genere Coquillettidia
    - Genere Mansonia

  - Tribù Orthopodomyiini
    - Genere Orthopodomyia

  - Tribù Sabethini
    - Genere Isostomyia
    - Genere Johnbelkinia
    - Genere Kimia
    - Genere Limatus
    - Genere Malaya
    - Genere Maorigoeldia
    - Genere Onirion
    - Genere Runchomyia
    - Genere Sabethes
    - Genere Shannoniana
    - Genere Topomyia
    - Genere Trichoprosopon
    - Genere Tripteroides
    - Genere Wyeomyia

  - Tribù Toxorhynchitini
    - Genere Toxorhynchites

  - Tribù Uranotaeniini
    - Genere Uranotaenia

## Distribuzione
La famiglia è rappresentata in tutte le regioni zoogeografiche della Terra, con una maggiore concentrazione di specie nelle regioni tropicali. In Europa sono presenti oltre un centinaio di specie. In Italia è segnalata la presenza di poco più di 60 specie, anche se alcune soggette a reintroduzioni periodiche. I generi più rappresentati sono Culex, Anopheles, Ochlerotatus e Aedes, ai quali si affiancano Coquillettidia, Culiseta, Orthopodomidyia e Uranotaenia.

## Importanza medico-sanitaria

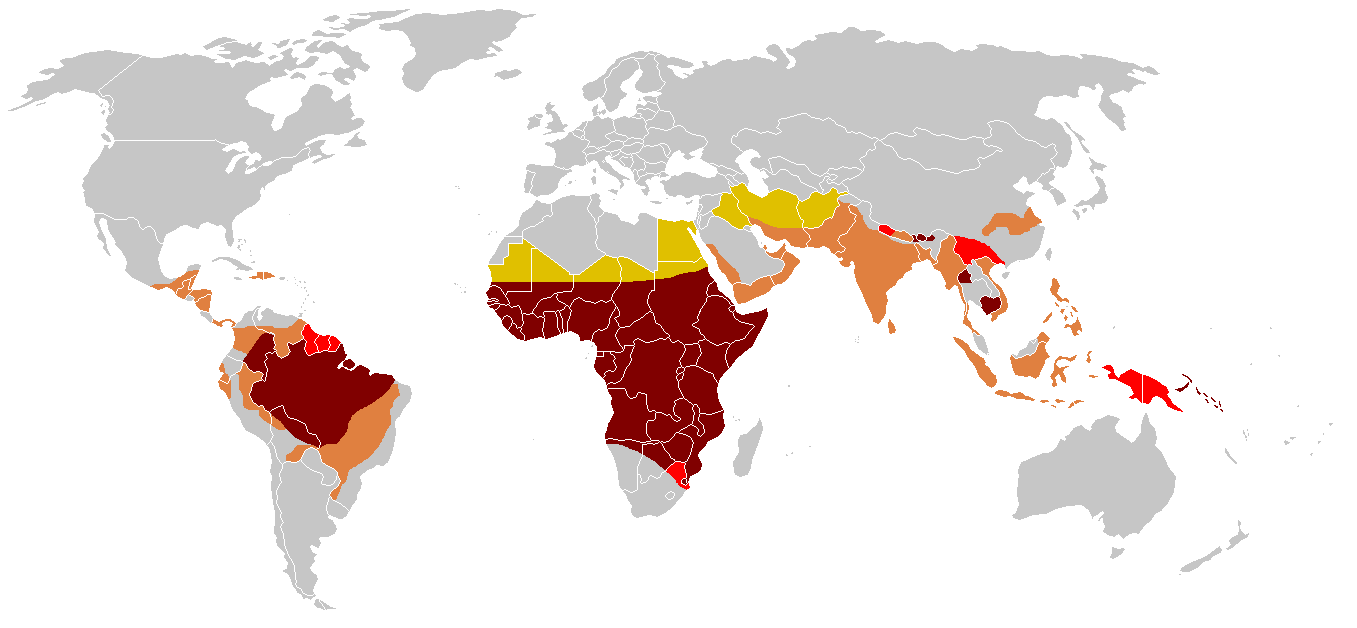
Mappa del rischio di contrazione della malaria:
■ alto
■ medio
■ basso
■ molto basso
■ nessun rischio

I Culicidae sono considerati il raggruppamento sistematico di maggiore importanza, sotto l'aspetto medico-sanitario, nell'ambito della classe degli Insetti, soprattutto per l'ampia diffusione della famiglia, la stretta correlazione di alcune specie con l'uomo e l'emergenza sanitaria, su scala planetaria, rappresentata da alcune malattie di larga diffusione i cui agenti patogeni sono trasmessi proprio da specie appartenenti a questa famiglia. Le zanzare sono tristemente associate ad aree umide di difficile antropizzazione e considerate malsane proprio in virtù della maggiore incidenza delle malattie trasmesse da questi insetti, al punto di determinare l'evoluzione, nella specie umana, di emopatie congenite quali l'anemia falciforme, la talassemia, il favismo. Queste malattie, a base ereditaria, si sono diffuse in aree interessate dalla malaria come mezzo naturale di difesa e restano diffuse con una elevata frequenza nel germoplasma della popolazione anche dopo l'eradicazione del Plasmodium falciparum, come ad esempio è successo per l'anemia mediterranea e il favismo in alcune aree del Mediterraneo. La peculiarità di queste forme di anemia congenita risiede nel fatto di presentarsi in forma grave in omozigosi recessiva e in forma lieve in eterozigosi, offrendo in quest'ultimo caso una maggiore resistenza al plasmodio della malaria. La diffusione del gene, nelle popolazioni delle aree interessate dalla malaria, rappresenta una difesa genetica che compensa il costo biologico rappresentato dalla comparsa dell'affezione grave in condizioni di omozigosi, ma nel contempo costituisce una tara genetica gravissima allorché ne viene eradicata la causa ancestrale.
La puntura delle zanzare non è di per sé particolarmente dannosa: la saliva provoca infatti un effetto rubefacente e una reazione allergica cutanea che si manifesta sotto forma di irritazione cutanea di gravità variabile secondo il grado di sensibilità dell'individuo. Nelle regioni non interessate dalle malattie trasmesse, come ad esempio l'Europa e parte del Nordamerica, l'importanza delle zanzare è limitata alla trasmissione di malattie a carico degli animali domestici (ad esempio la Dirofilariasi del cane) e alla molestia arrecata all'Uomo, ma resta sempre uno dei principali settori d'intervento, in ambito sanitario, nei rapporti tra l'Uomo e gli insetti.
Per i motivi sopra esposti, la lotta alle zanzare ha dunque rappresentato uno dei principali obiettivi della bonifica idraulica delle aree umide e rappresenta tuttora uno dei più importanti settori dell'Entomologia applicata. In generale, fra le zanzare rientrano specie responsabili della trasmissione di malattie, a carico dell'uomo o di animali domestici, i cui agenti eziologici si collocano fra i virus, fra i protozoi del genere Plasmodium e fra i nematodi della famiglia dei Filariidae (filarie). Un quadro riassuntivo delle affezioni di maggiore importanza trasmesse dai Culicidi è riportato nella seguente tabella.
| Affezione                         | Agente eziologico | Tassonomia | Vettore                                           | Ambito di interesse principale | Principali aree coinvolte                                                            |
| --------------------------------- | ----------------- | ---------- | ------------------------------------------------- | ------------------------------ | ------------------------------------------------------------------------------------ |
| Chikungunya                       | Alphavirus        | Virus      | Aedes, Mansonia                                   | Medico                         | Africa, Asia meridionale                                                             |
| Dengue                            | Flavivirus        | Virus      | Aedes                                             | Medico                         | America Latina, Africa centrale e meridionale, Asia meridionale, Oceania, Queensland |
| Encefalite californiana           | Orthobunyavirus   | Virus      | Aedes                                             | Medico                         | USA                                                                                  |
| Encefalite della Valle del Murray | Flavivirus        | Virus      | Culex                                             | Medico                         | Queensland, Nuova Guinea                                                             |
| Encefalite di Saint-Louis         | Flavivirus        | Virus      | Culex                                             | Medico                         | Nordamerica                                                                          |
| Encefalite equina orientale       | Alphavirus        | Virus      | Culiseta                                          | Medico e veterinario           | USA, America centrale                                                                |
| Encefalite equina occidentale     | Alphavirus        | Virus      | Culex, Culiseta                                   | Medico e veterinario           | USA, America latina                                                                  |
| Encefalite equina venezuelana     | Alphavirus        | Virus      | Ochlerotatus, Culex                               | Medico e veterinario           | America latina                                                                       |
| Encefalite giapponese             | Flavivirus        | Virus      | Culex                                             | Medico                         | Cina, Giappone, Corea, Asia meridionale, Queensland, Nuova Guinea                    |
| Encefalite La Crosse              | Orthobunyavirus   | Virus      | Ochlerotatus, Aedes                               | Medico                         | Stati Uniti d'America                                                                |
| Febbre della Rift Valley          | Phlebovirus       | Virus      | Aedes e altri                                     | Veterinario (Ruminanti)        | Africa, Arabia                                                                       |
| Febbre gialla                     | Flavivirus        | Virus      | Aedes, Haemagogus, Sabethes                       | Medico                         | Sudamerica, Africa                                                                   |
| Filariasi linfatica               | Filariidae        | Nematodi   | Culex, Anopheles, Aedes, Mansonia, Coquillettidia | Medico e veterinario           | America latina, Africa, Asia meridionale, Oceania                                    |
| Malaria                           | Plasmodium        | Protozoi   | Anopheles                                         | Medico                         | America latina, Africa, Asia meridionale                                             |
| O'nyong'nyong                     | Alphavirus        | Virus      | Anopheles                                         | Medico                         | Africa                                                                               |
| Poliartrite epidemica             | Alphavirus        | Virus      | Culex, Aedes                                      | Medico                         | Nuova Guinea, Queensland, Nuovo Galles del Sud                                       |
| Virus del Nilo occidentale        | Flavivirus        | Virus      | Culex                                             | Medico e veterinario           | Africa, Medio Oriente, India, Europa, Nordamerica                                    |
| Virus Zika                        | Flavivirus        | Virus      | Aedes                                             | Medico                         | Micronesia, Indonesia, America Latina, Africa centrale e meridionale                 |

## Lotta alle zanzare
Il rischio medico-sanitario associato alle zanzare e, più semplicemente, la molestia che questi insetti producono, sono alla base degli interventi finalizzati, se non a eradicarle, quanto meno a limitarne la proliferazione o gli attacchi all'uomo.

### Storia

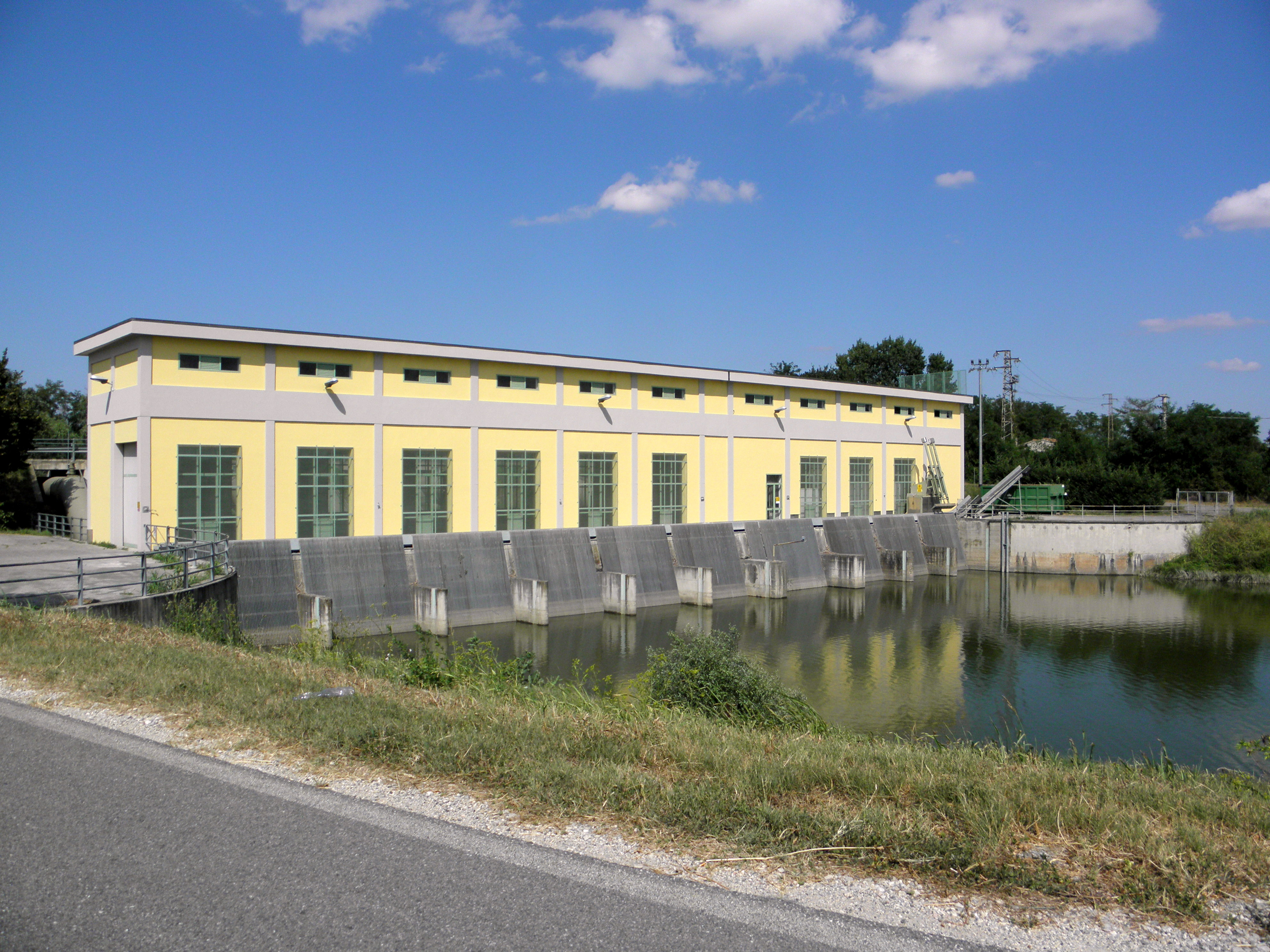
L'idrovora Bresparola situata presso Bosaro. Prima dell'esecuzione delle opere di bonifica, il Polesine era una delle regioni italiane a più alto rischio di malaria.

I più importanti interventi, applicati in passato, consistono nella bonifica idraulica, ovvero nel prosciugamento e nella regimazione delle acque delle aree umide (stagni, paludi, suoli idromorfi, ecc.). In Italia, gli interventi di bonifica idraulica si sono svolti in diverse epoche in comprensori di estensione limitata e, più estesamente sull'intero territorio nazionale, a partire dalla fine del XIX secolo fino a raggiungere la sua massima espressione nel corso del ventennio fascista, con l'applicazione del Testo Unico sulla bonifica integrale del 1933. Interventi di bonifica della stessa portata o addirittura superiore, hanno riguardato diverse regioni della Terra (es. Stati Uniti d'America, Paesi Bassi, Russia, ecc.).
Il ruolo della bonifica idraulica, propriamente detta o integrata, nella lotta contro le zanzare è quello di togliere a questi insetti ampi territori che rappresentano importanti focolai di proliferazione. L'importanza di queste opere, di grande portata, è tale che, unitamente ad altri interventi, hanno permesso non solo la colonizzazione di aree malsane e inabitabili, ma anche l'eradicazione della malaria in alcune aree del Nordamerica e del Mediterraneo. Limitatamente all'aspetto della lotta alle zanzare, la bonifica idraulica va comunque considerata come un sottoinsieme degli interventi di modifica dell'ambiente tesi a sfavorire la proliferazione dei Culicidi.

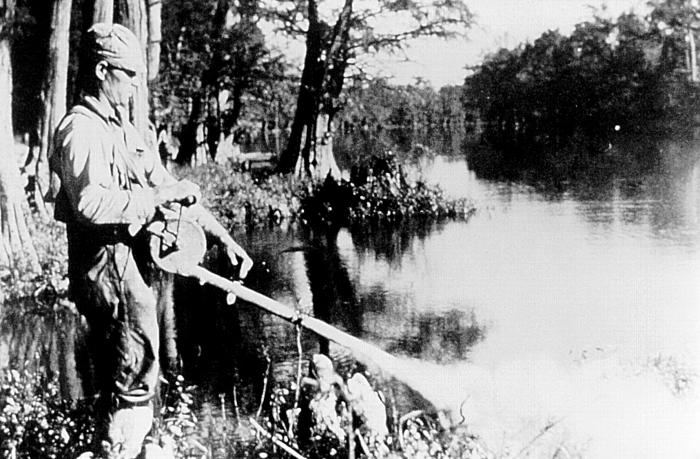
L'irrorazione del DDT in una zona umida in una foto d'epoca.

Alla bonifica idraulica subentrò, in sostituzione o come intervento integrativo o collaterale, la lotta chimica. Data l'impossibilità di applicare su larga scala mezzi di lotta adulticida, la lotta chimica a scopo eradicante si è orientata esclusivamente sugli interventi larvicidi. Questi interventi, a prescindere dalla loro efficacia, si sono evoluti a partire dall'impiego di composti chimici di alto impatto come i sali dell'arsenico e gli oli minerali.
Un notevole impulso alla lotta chimica ci fu tuttavia a partire dagli anni quaranta con l'avvento degli insetticidi clororganici e in particolare del DDT. A dispetto della sua triste fama, il DDT è ritenuto il principale artefice dell'eradicazione della malaria negli Stati Uniti d'America, in Italia, in Grecia e di una iniziale tendenza di contenimento in altre regioni, a cui seguì una recrudescenza dell'emergenza malaria a partire dagli anni sessanta. L'uso massiccio del DDT, finalizzato ad eradicare la malaria su scala planetaria, causò tuttavia l'emergenza ecologica dovuta all'accumulo nell'ambiente, aprendo un'accesa e mai sopita disputa sul rapporto beneficio-costo di questo principio attivo. A favore di questi prodotti depone la tesi della priorità dell'emergenza sanitaria di breve periodo (malaria) su quella di lungo periodo (intossicazione cronica, cancerogenesi, ecc.).
Dopo la messa al bando del DDT, la lotta chimica larvicida si basò sull'impiego di insetticidi fosforganici di relativa persistenza, tuttavia l'impatto ambientale di questi prodotti ha sempre sostenuto la disputa fra i fautori e i contrari alla lotta chimica. A sostegno delle tesi ambientaliste va detto che gli insetticidi di terza generazione, in particolare quelli ad azione neurotossica per inibizione dell'acetilcolinesterasi, hanno un alto impatto ambientale sugli ecosistemi acquatici perché attivi anche nei confronti dei vertebrati e spesso si sono resi responsabili dell'insorgenza di fenomeni di resistenza.

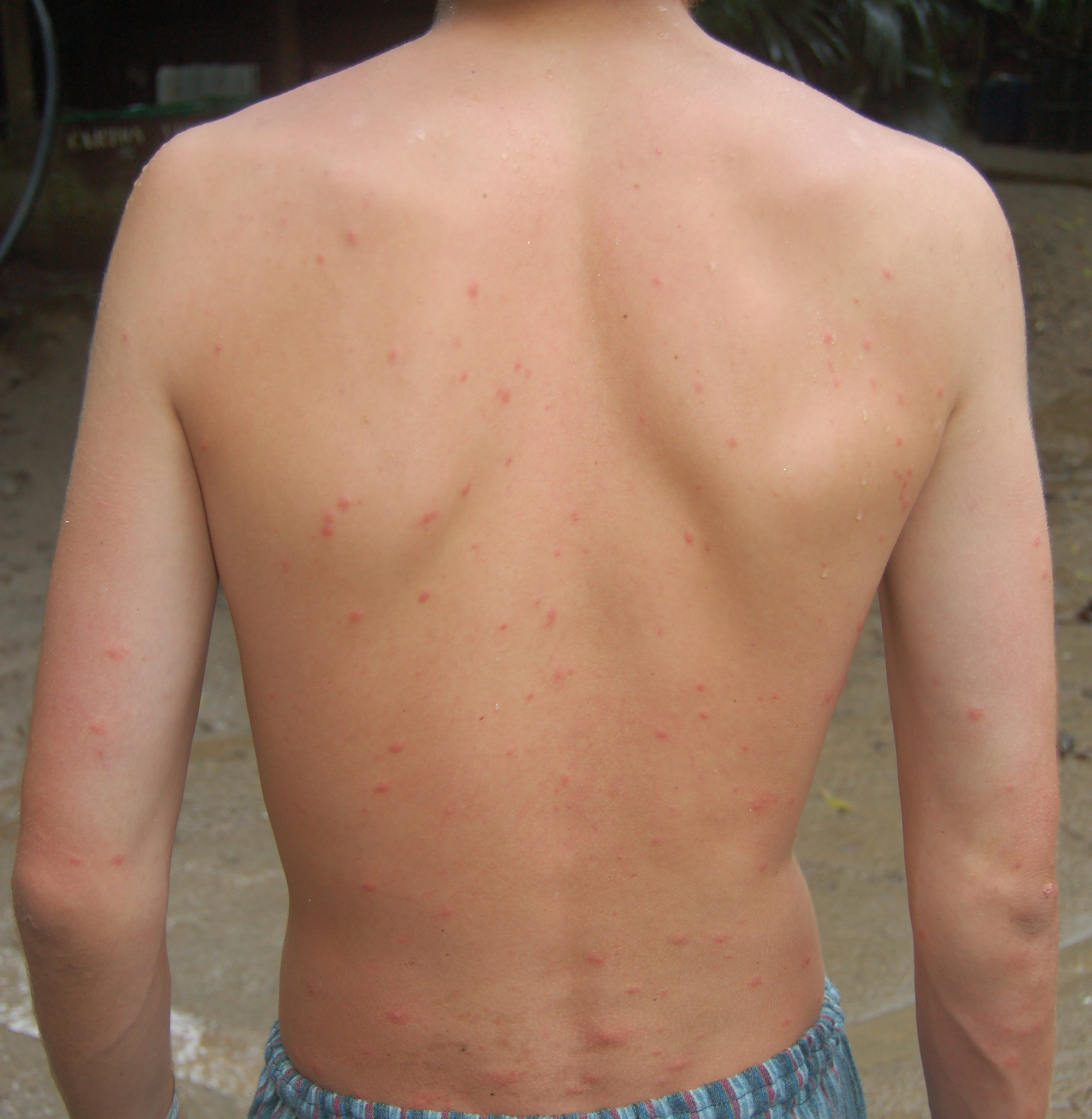
Reazione cutanea a punture di zanzara

Dagli anni novanta in poi l'indirizzo generale è stato quello di contenere l'impatto ambientale della lotta chimica con il ricorso a piani di controllo integrato che prevedono l'uso di tecniche più sostenibili, la bonifica dei focolai di proliferazione, il ricorso alla lotta biologica. In alcuni Paesi, come ad esempio in Francia nel 2005, si è giunti a bandire l'impiego di prodotti chimici tossici nella lotta larvicida. L'orientamento verso un controllo di tipo integrato è stato però favorito dall'acquisizione di una più ampia conoscenza dell'ecologia e dell'etologia dei Culicidi, delle dinamiche degli ecosistemi acquatici e della fisiologia degli insetti. Ciò ha permesso anche l'introduzione degli insetticidi di quarta generazione, a basso impatto sui vertebrati in quanto interferiscono specificamente con la fisiologia degli artropodi o perché dotati di una minore tossicità intrinseca, e, soprattutto, con la costituzione di ceppi di Bacillus thuringiensis attivi anche sulle larve dei Nematoceri.
L'evoluzione delle tecniche di controllo contro le zanzare ha finora ridimensionato le emergenze di carattere ambientale associate alla lotta chimica, permettendo in linea di massima un contenimento dell'emergenza zanzare nelle regioni in cui il principale problema è rappresentato dalla molestia. Periodicamente il dibattito sulla lotta ai Culicidi si accende in casi, più o meno estesi, di recrudescenza della molestia causata dai culicomorfi o in occasione della comparsa di casi, più o meno isolati, relativi a patologie notoriamente trasmesse da culicidi. In Italia, ad esempio, il dibattito si riaccese in occasione della comparsa di diversi casi di chikungunya in Emilia-Romagna nel 2007, facendo tornare in auge il confronto fra emergenza sanitaria ed emergenza ambientale. Al di là dei contesti locali relativi ai paesi industrializzati, spesso amplificati dai media, il problema dei Culicidi in ambito planetario è ancora ad un livello di emergenza sanitaria, tale da motivare l'intensa attività della ricerca scientifica in questo settore dell'Entomologia applicata.

### Tecniche di controllo
È opinione diffusa che la lotta efficace, nel lungo termine, sia una profilassi basata sull'eliminazione dei focolai di proliferazione, nel rispetto degli ecosistemi naturali, integrata dove è necessario dalla lotta larvicida. Sul piano applicativo, quest'ultima si sta indirizzando sempre più sul controllo biologico o integrato. La lotta adulticida su larga scala, oltre a non trovare giustificazioni scientifiche, tecniche ed economiche, si rivela di grande impatto ambientale e sanitario in quanto richiederebbe il rilascio di quantitativi ingenti di principi attivi tossici. Le linee di intervento vertono perciò su tre differenti livelli:
1. Interventi di tipo profilattico di modifica dell'habitat, finalizzati a contenere la proliferazione nel lungo periodo
2. Interventi di tipo profilattico diretti sulle larve finalizzati a contenere i focolai di proliferazione nel breve periodo
3. Interventi di tipo preventivo finalizzati al contenimento dell'attività delle femmine adulte.

I primi due interventi si attuano per lo più su scala più o meno larga, ma possono anche essere applicati su piccola scala purché integrati in un contesto più ampio. Gli interventi del terzo tipo si attuano invece su piccola scala in ambiti domestici o civili.
Gli interventi sull'ambiente, largamente adottati in passato, vertono principalmente sulla bonifica idraulica delle aree umide e sulla regolamentazione delle attività produttive, in particolare l'agricoltura, che possono favorire la proliferazione delle zanzare. Le problematiche relative agli interventi sull'ambiente sono diverse e spesso di difficile attuazione a causa del conflitto con altre esigenze di carattere ambientale, economico, strutturale:
- la bonifica idraulica, se da un lato ha permesso l'espansione antropica in aree inabitabili, oggi è incompatibile, in diverse regioni, con l'obiettivo di tutela delle aree umide che, a causa del loro drastico ridimensionamento, rientrano spesso fra le aree di interesse naturalistico e soggette a regimi di protezione;
- la regolamentazione di alcune attività produttive, come ad esempio la coltivazione del riso con la tecnica tradizionale della sommersione, se da un lato è oggi tecnicamente applicabile, da un altro trova difficoltà strutturali di applicazione in quanto richiede drastiche trasformazioni sia nella tecnica sia nel know-how degli operatori;
- gli interventi su larga scala non risolvono il problema dell'esistenza capillare di microambienti in cui le zanzare possono comunque riprodursi (pozze d'acqua temporanee, discariche abusive, giardini, coltivazioni, ecc.). Alcune specie, anzi, come è successo per la comune Culex pipiens, si sono adattate all'urbanizzazione ed hanno fondamentalmente spostato i loro siti di proliferazione dalle aree umide naturali ai microambienti acquatici creati dall'antropizzazione. Queste specie hanno peraltro tratto vantaggio dall'eutrofizzazione delle acque superficiali, più povere di ossigeno e più ricche di sostanza organica.

Oggi questi interventi possono essere concepiti nell'ambito di un programma di sensibilizzazione generale che spinga le persone a prevenire la formazione dei piccoli focolai rimuovendo le cause che possono creare condizioni per la formazione di temporanei microambienti acquatici, spesso denominati habitat containers e assimilabili ai fitotelmi e agli habitat igropetrici.
Gli interventi diretti sulle larve, applicati da decenni, si basano sull'ampia disponibilità di principi attivi impiegabili, almeno a livello teorico, nella lotta chimica: clororganici (DDT, aldrin, ecc.), fosforganici (fenthion, temephos, clorpyrifos, malation, fenitrotion, ecc.), carbammati (propoxur, carbaryl, ecc.), piretroidi di sintesi (deltametrina, cipermetrina, ecc.). A questi si aggiungono, oggi, gli insetticidi di quarta generazione, che rientrano per lo più fra i cosiddetti regolatori dello sviluppo o IGR (Insecticides Growth Regulators) e, in particolare, alla categoria dei chitinoinibitori (diflubenzuron, flufenoxuron, ecc.). Questi ultimi interferiscono con il chimismo dell'ecdisone e, impedendo la biosintesi della chitina bloccano la muta arrestando lo sviluppo delle larve. Rispetto agli insetticidi di vecchia generazione presentano il vantaggio di non interferire con la fisiologia dei vertebrati e di avere perciò una tossicità virtualmente nulla nei loro confronti. Alla lotta larvicida eseguita con insetticidi di sintesi si può assimilare, per le analogie di intervento, quella eseguita con bioinsetticidi, attualmente largamente in uso con il ricorso al ceppo israelensis del Bacillus. I bioinsetticidi offrono il vantaggio di avere un impatto nullo sui vertebrati e, quindi, un basso impatto ambientale. Le problematiche associate al ricorso alla lotta larvicida sono le seguenti:
- accumulo nell'ambiente dei principi attivi persistenti, con particolare riferimento ai clororganici, che tendono ad accumularsi ai vertici delle piramidi alimentari;
- insorgenza di fenomeni di resistenza, riscontrati in particolare fra i clororganici e fra i fosforganici, ma anche in alcuni azotorganici;
- impossibilità di impiego dei principi non selettivi in acque popolate dai vertebrati a causa dell'impatto distruttivo sulla rete alimentare.

In generale, all'uso di principi attivi chimici a largo spettro di azione, se non del tutto banditi si preferisce attualmente ricorrere a prodotti a basso impatto, che rientrano nella categoria dei regolatori di crescita, o al Bacillus thuringiensis. A parte il già citato problema dell'insorgenza della resistenza, i potenziali problemi relativi all'uso di questi insetticidi risiedono nella possibilità di interferire con la dinamica di popolazione dell'artropodofauna utile. Va comunque detto che il B. thuringiensis ha finora dato buoni risultati sia per l'assenza di casi di resistenza sia per la discreta selettività.
Gli interventi contro gli adulti hanno soprattutto un effetto di contenimento in ambito contestuale e ristretto. Tali interventi, applicabili solo su piccola scala, possono essere così classificati:
- interventi di tipo fisico-meccanico: sono tali l'installazione di dispositivi che impediscono l'ingresso delle femmine negli ambienti chiusi (zanzariere) o che ne disturbino l'attività (ventilatori, emanatori di ultrasuoni) oppure l'uso di indumenti che interferiscono con la percezione (colori chiari o zanzariere elettriche con lampada attinica o doppia lampada wood/bianca);
- uso di repellenti: sono tali quelle sostanze che interferiscono con gli stimoli olfattivi o ne annullano l'effetto provocando l'allontanamento delle femmine dalle potenziali vittime (es. Dietiltoluamide, estratti di citronella, Nepetalactone, Picaridina, ecc.)
- trattamenti chimici adulticidi: consistono nel rilascio nell'aria, tramite aerosol (spray insetticidi ad uso domestico), fumigazione (zampironi), evaporazione (erogatori a piastrine), oppure nel trattamento di superfici, tramite irrorazione nebulizzata, di insetticidi che sono attivi nei confronti degli adulti volanti. La loro azione si esercita sulle femmine durante il volo o quando si posano sulle superfici. Il contesto specifico (uso in ambienti domestici e civili, chiusi, in presenza di persone e animali, intervento sul problema in atto) fa sì che questi prodotti rispondano a specifici requisiti: da un lato devono avere una bassissima tossicità nei confronti dell'uomo e degli animali domestici e da un altro devono avere un elevato potere abbattente, ovvero devono avere un effetto insetticida istantaneo. In generale, i prodotti che rispondono a questi requisiti rientrano nella categoria dei piretroidi ai quali è aggiunto spesso il piperonil butossido per la sua azione sinergizzante.

In generale, gli interventi contro gli adulti si rivelano i meno efficaci e i più difficili da attuare e rappresentano per lo più palliativi adatti a proteggere le persone in ambienti chiusi e limitati. In merito all'uso di insetticidi, va detto peraltro che nonostante la bassa tossicità e l'impiego su scala ridotta, il ricorso a questi mezzi in ambito urbano è larghissimo, ponendo comunque il problema del rilascio di grandi quantità di principi attivi a largo spettro d'azione, poco selettivi e potenzialmente pericolosi per il rischio di intossicazione cronica. Ancora oggi, probabilmente, in Italia la lotta contro le zanzare è prevalentemente affidata agli interventi contro gli adulti.
Negli ultimi anni sono stati portati avanti degli studi per la modificazione genetica delle zanzare, per ultimo, quelli di modificarle in modo da produrre spermatozoi in grado di generare soltanto maschi, cosa che potrebbe rivelarsi utile nella lotta contro la malaria.

### Lotta biologica

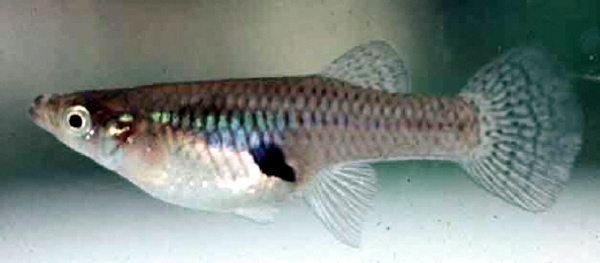
Gambusia affinis, impiegata da quasi un secolo nella lotta biologica.

Il controllo biologico delle zanzare, a differenza di altre tecniche, mostra una buona compatibilità con altre esigenze e nel lungo periodo è una strategia che già in altri settori dell'Entomologia applicata ha prodotto ottimi risultati anche se spesso, in passato, è stata sopravvalutata. Le applicazioni di lotta biologica sono in studio da lungo tempo, basti pensare che in Italia l'introduzione della Gambusia affinis, di origine neotropicale, risale agli anni venti e la specie è attualmente naturalizzata in buona parte del territorio nazionale. Fino agli anni ottanta sono state identificate oltre 500 specie di organismi antagonisti nei confronti delle zanzare e circa 60 organismi diversi sono oggetto di sperimentazione o di applicazione in questo ambito.
In natura sono particolarmente attivi nei confronti delle larve delle zanzare gli Artropodi predatori e i Pesci. Fra i primi si annovera un numero elevato di specie, molte delle quali rientrano fra gli Odonati (libellule), i Rincoti Eterotteri (cimici acquatiche e acquaiole), i Coleotteri Adefagi e, infine, gli stessi Ditteri. Fra i secondi, forse i più interessanti sotto l'aspetto applicativo, si annoverano potenzialmente tutte le specie che si alimentano a spese dello zooplancton.
Nei confronti degli adulti sono invece attivi, oltre ad alcuni artropodi, gli Anfibi, gli uccelli insettivori e i pipistrelli. L'attività di questi ultimi, crepuscolare e notturna, è notevole: un solo individuo può infatti divorare oltre 500 zanzare nell'arco di una sola notte.

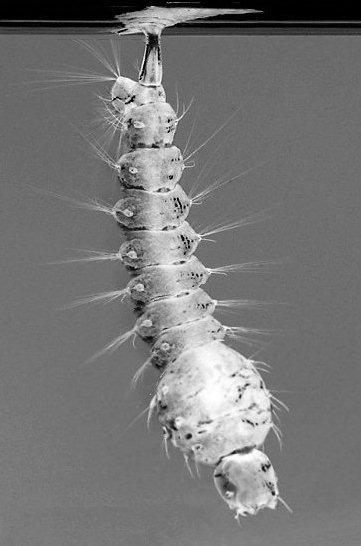
Larva di Toxorhynchites speciosus, un possibile ausiliario nella lotta biologica.

Sotto l'aspetto applicativo è in fase di sperimentazione o operativa l'utilizzo di circa 60 diversi organismi, in gran parte attivi contro gli stadi giovanili. Gli ambiti di applicazione o di sperimentazione sono vari, secondo i casi, e comprendono gli ecosistemi naturali, le risaie, i canali di irrigazione, i bacini artificiali, i cavi degli alberi, mentre in alcuni casi la sperimentazione è attuata in laboratorio. Le categorie in studio o in applicazione sono le seguenti:
- Pesci. Sono oggetto di interesse oltre venti taxa fra specie o generi. Fra quelli oggetto di applicazione in fase operativa si citano in particolare Aphanius dispar, Poecilia reticulata e i generi Gambusia, Fundulus e Panchax. A questi si aggiungono gli erbivori Ctenopharyngodon idellus e Tilapia spp., impiegati come bioerbicidi nelle risaie e nei canali e che svolgono un'azione di antagonismo indiretto: questi erbivori sono attivi anche nei confronti delle alghe, perciò riducendo il grado di eutrofizzazione delle acque creano condizioni più sfavorevoli alla proliferazione delle zanzare. All'uso dei pesci, spesso di notevole efficacia, sono associate problematiche di carattere ecologico in riferimento all'introduzione di specie esotiche in ecosistemi naturali, a causa delle ripercussioni sulla dinamica della biocenosi acquatica.
- Funghi entomopatogeni. Di impiego operativo, come bioinsetticida negli USA, è il Lagenidium giganteum, che si è rivelato di notevole efficacia, ma nella categoria sono interessate le specie di altri cinque generi, fra cui anche la Beauveria bassiana, l'unico attivo anche contro gli adulti.
- Batteri. Oltre al già citato B. thuringiensis var. israelensis, ha impiego operativo anche il Bacillus sphaericus, che però non è attivo contro gli Aedes.
- Nematodi. A livello operativo è nota la specie Romanonermis culixivorax e in ambito sperimentale altre specie di Mermithidae. In particolare, la specie Octyomyomermis troglodytis potrebbe essere impiegata anche come adulticida nelle cavità naturali.

Fra gli altri organismi antagonisti interessati dalla sperimentazione rientrano alcuni virus, diversi generi di protozoi, alcune specie di idrozoi e di insetti (i culicidi del genere Toxorhynchites e l'eterottero acquatico Notonecta undulata). Un cenno particolare va fatto per i virus e i protozoi: diverse forme entomopatogene possono anche trasferirisi sull'uomo, perciò l'ambito di applicazione si restringe ai soli entomopatogeni specifici.